# Лев IV Хазар
Лев IV Хазар (греч. Λέων Δ' o Χάζαρος; 25 января 750, Константинополь — 8 сентября 780) — византийский император из Исаврийской династии, правивший в 775—780 годах.

## Биография
Сын императора Константина V. Прозвище «Хазар» — указание на этническую принадлежность его матери, императрицы Ирины, дочери хазарского кагана Вирхора.
Назначен соправителем отца в 751 году. В 768 году его отец Константин V женил его на афинянке Ирине, взяв с неё обещание не почитать икон так как она их почитала в Афинах.
От брака с Ириной у Льва родился сын, будущий император Константин VI.
В его короткое царствование гонения на иконы почти прекратились. Пользуясь отсутствием пристального внимания со стороны императора, партия иконопочитателей стала понемногу возрождаться. По словам Феофана, император Лев на короткое время показал себя благочестивым и любителем Богородицы и монахов.
Весной 776 года младшие братья василевса — кесари Никифор и Христофор составили против него заговор, но были разоблачены и сосланы. В том же году по настоянию толпы  Лев короновал своего сына Константина как соправителя.
В 777 году он принял болгарского хана Телегрига, наградив его титулом патрикия и женил его на двоюродной сестре жены, императрицы Ирины. Защищая бывшего врага, Лев надеялся использовать изгнанника с целью стабилизации обстановки на северных границах, чем не прогадал, к тому же у ханства хватало и своих, междоусобных проблем. Император же обратил внимание на юго-восток: собрав к 778 году из всех восточных фем стотысячную армию, он отправил ее сражаться с арабами в Сирию. Поначалу главнокомандующий, стратиг Михаил Лаханодракон, не смог овладеть Германикией (Феофан пишет, что военачальника подкупили враги), но затем мусульмане были разбиты у стен города. Годом позже войска халифа аль-Махди осадили Дорилею, главный город Анатолика. Ромеи, не давая арабам крупных сражений, рассыпались на мелкие отряды и чинили захватчикам препятствия, уничтожая в округе запасы продовольствия и фуража. Простояв 17 дней у стен города, конница сарацин, лишенная всех необходимых припасов, отступила. В 780 году Лаханодракон успешно отразил натиск мусульманских разбойников на Армениак.
Незадолго до смерти Лев вновь изменился и возобновил гонения на иконопочитателей. Вскоре после этого карбункулы покрыли его голову, он впал в жестокую горячку и умер. Причиной заболевания, согласно хронологии Феофана, стало его желание обладать короной Маврикия, которая была погребена вместе с телом императора Ираклия. Корона была извлечена из могилы, и Лев, надев её на свою голову, якобы получил отравление от трупного яда. Также есть предположение что он мог быть отравлен Ириной.